# Systematic Chaos
Systematic Chaos är det amerikanska progressiv metal/progressiv rock-bandet Dream Theaters nionde studioalbum, utgivet i juni 2007 av skivbolaget Roadrunner Records. Skivan består av 7 låtar och finns i två versioner. Den spelades in i Avatar Studios i New York.
Stilen på skivan är betydligt hårdare än föregångaren Octavarium (2005) och många av låtarna är märkbart influerade av exempelvis Metallicas tidigare alster.
Skivan öppnas och avslutas med den 25 minuter långa låten "In the Presence of Enemies", som är den näst längsta låten gruppen har gjort. Låten handlar om en man som är på sitt yttersta, men som blir frestad av djävulen att gå över till honom, i utbyte mot det han vill ha. När räkenskapen sedan kommer, inser han att det var ett misstag. Låten är delad i två delar, öppningsspåret på 9 minuter och slutspåret på 16 minuter.
Skivans femte spår, "Repentance", är den fjärde delen i sviten om Anonyma Alkoholister, som skrivs av trummisen Mike Portnoy. Den har klara melodiära likheter med svitens andra sats; den hårda "This Dying Soul", från bandets förrförra skiva, Train of Thought (2003). "Repetance" är dock mycket lugnare.
I låtens andra hälft är många gästartisters röster med, ett antal kända rockmusiker som allihop berättar om hur de gjort något fel, och hur de ångrar det.
Det sjunde spåret, "Ministry of Lost Souls", handlar om en tragisk kärlekshistoria. En man har, efter att ha nödsatt sin flickvän, omkommit, och sträcker nu ut handen efter henne att följa med honom till andra sidan. Låten är 15 minuter lång och har både långsamma och snabba drag.
I samband med utgivningen av Systematic Chaos gjorde Dream Theater en världsturné kallad Chaos In Motion Tour.

## Låtlista
1. "In the Presence of Enemies Pt.1" – 9:00
  - "I. Prelude" – 4:15
  - "II Resurrection" – 4:45
2. "Forsaken" – 5:36
3. "Constant Motion" – 6:55
4. "The Dark Eternal Night" – 8:51
5. "Repentance" – 10:43
  - "VIII Regret" – 5:43
  - "IX Restitution" – 5:00
6. "Prophets of War" – 6:01
7. "The Ministry of Lost Souls" – 14:57
8. "In the Presence of Enemies Pt.2" – 16:38
  - "III Heretic" – 6:10
  - "IV The Slaughter of the Damned" – 3:07
  - "V The Reckoning" – 3:27
  - "VI Salvation" – 3:54

Text: John Petrucci (spår 1, 2, 4, 7, 8), Mike Portnoy (spår 3), James LaBrie (spår 6)
Musik: Dream Theater
Bonus-DVD (special-versionen)

I specialversionen av skivan medföljer även:
- Hela albumet remixat i 5.1 surroundljud
- Chaos in Progress – The Making of Systematic Chaos (en 90 minuter lång dokumentär av Mike Portnoy)

## Medverkande
Dream Theater
- James LaBrie – sång
- John Petrucci – gitarr, bakgrundssång
- Jordan Rudess – keyboard, continuum
- John Myung – basgitarr
- Mike Portnoy – trummor, percussion, sång, bakgrundssång

Bidragande musiker
- Corey Taylor, Steve Vai, Chris Jericho, David Ellefson, Daniel Gildenlöw, Steve Hogarth, Joe Satriani, Mikael Åkerfeldt, Steven Wilson, Jon Anderson, Neal Morse – talade ord

Produktion
- John Petrucci, Mike Portnoy – producent
- Paul Northfield – ljudtekniker, ljudmix, medproducent (sång)
- Chad Lupo – assisterande ljudtekniker
- Hugh Syme – omslagskonst
- Daragh McDonagh – foto